# Lochmaea suturalis
Lochmaea suturalis är en skalbaggsart som först beskrevs av Thomson 1866.  Lochmaea suturalis ingår i släktet Lochmaea, och familjen bladbaggar. Arten är reproducerande i Sverige.